# Ättarö
Ättarö är en tidigare småort i Österåkers kommun i Stockholms län, belägen öster om Åkersberga och väster om Flaxenvik. Orten omfattade tidigare en större yta och benämndes då Lervik + Brevik + del av Ättarö. Från 2015 räknas orten som en del av tätorten Åkersberga och småorten upplöstes.